# دست‌انداز (مجموعه تلویزیونی)
دست‌انداز یک مجموعهٔ تلویزیونی طنز به کارگردانی شهاب عباسی و تهیه‌کنندگی مجید عباسی در ۹۰ قسمت است که در نوروز ۱۴۰۰ از شبکه نسیم پخش شد. نویسنده این اثر حمزه صالحی بوده است. شهاب عباسی قبل از این خنده بازار را در کارنامهٔ خود داشته است.
هر قسمت این مجموعه موضوعات مختلفی را «دست می‌اندازد» و با آنها شوخی می‌کند. حتی آهنگ‌های برخی خواننده‌ها با همان سبک ولی با موضوعی متفاوت و با نگاه طنز خوانده می‌شود و گاهی در پس این ترانه‌ها پیام‌های خاصی نهفته است؛ مانند نهی فضولی کردن، عاقبت کم‌آبی و… در واقع مجموعهٔ دست‌انداز شبیه‌سازی طنزگونه از برنامه‌های معروف تلویزیونی است. شهاب عباسی دربارهٔ شوخی با افراد گفت: «سعی بر این است نقد منصفانه باشد و تا جایی پیش می‌رویم که هدف‌مان نقد به دور از افترا و توهین باشد».

## بازیگران
- بهنوش بختیاری
- خشایار راد
- افشین سنگ‌چاپ
- حمید نیک نبرد
- شهاب عباسی
- آرش میراحمدی
- ابراهیم شفیعی
- بهراد خرازی
- کوروش معصومی
- مرتضی رستمی
- سوسن پرور
- میثم رستگاری
- شهره اشتری
- حمید عرب
- حامد میرزاپور
- سیامک فروغ
- پیمان مرادی[۸][۹]
- مهران رجبی
- حسین رفیعی
- زهره حمیدی
- لیلا بوشهری[۱۰]
- ابراهیم شفیعی
- فرشته ترابی